# Daisy Bates (Bürgerrechtlerin)
Daisy Lee Gatson Bates (* vermutlich am 11. November 1914 in Huttig; † 4. November 1999 in Little Rock) war eine US-amerikanische Journalistin und Bürgerrechtlerin. Sie ist hauptsächlich für ihr Engagement für die Little Rock Nine bekannt.

## Leben
Daisy Bates wurde als Daisy Gatson in Huttig geboren, einem Dorf im Süden von Arkansas. Über ihre angeblichen leiblichen Eltern John Gatson und Millie Riley ist so gut wie nichts bekannt; auch ihr Geburtsdatum ist unsicher. Ihre Mutter soll in ihrer frühen Kindheit von einer Reihe weißer Männer vergewaltigt und ermordet worden sein. Daraufhin soll ihr Vater aus Angst vor einem möglichen Lynchmob aus der Stadt geflohen sein. Sie selbst wurde als Kleinkind in die Obhut der Familienfreunde Orlee und Susie Smith gegeben. Ihre Kindheit war von Armut und Unsicherheit geprägt.
Mit dem Journalisten Lucious Christopher Bates, der jahrelang ihr Liebhaber war, gründete Daisy 1941 die Zeitung Arkansas State Press in Little Rock. Sie heirateten im folgenden Jahr, nachdem sich Bates von seiner ersten Frau geschieden hatte. In ihrer Zeitung prangerten sie die Diskriminierung von Afroamerikanern durch die Jim-Crow-Gesetze an. Zu ihren frühen Anliegen gehörten die Abschaffung der White Primaries, der ungleiche Lohn schwarzer Lehrer, die Ausgrenzung schwarzer Veteranen aus dem Zweiten Weltkrieg und Polizeigewalt. Sie machten die Öffentlichkeit so auf verschiedene Missstände aufmerksam und erreichten erste Zugeständnisse von Seiten der Regierung, z. B. die Aufnahme Schwarzer in die Polizei. Bald entwickelte die Zeitung sich zum Sprachrohr der Schwarzen Minderheit in Arkansas. Daisy Bates engagierte sich jedoch nicht nur als Journalistin für die Rechte der Afroamerikaner, sondern auch als Aktivistin. Sie wurde 1952 Vorsitzende des Zweiges der National Association for the Advancement of Colored People (NAACP) in Arkansas. Dieses Amt führte sie bis 1961 aus; ihr Nachfolger war George Howard Jr.
Bekannt wurde sie 1957 während der Kontroverse um die Little Rock Nine, neun schwarzen Schülern, deren Besuch der vormals weißen Little Rock Central High School von Gouverneur Orval Faubus durch Einsatz der Arkansas National Guard verhindert wurde. Bates organisierte die Proteste der afroamerikanischen Gemeinschaft Little Rocks gegen diese rassistische Maßnahme des Gouverneurs, die gegen die Entscheidung des Obersten Gerichtshofs im Fall Brown v. Board of Education verstoß. Den Little Rock Nine half sie, mit den rassistischen Anfeindungen, denen die neun Jugendlichen fast täglich begegneten, umzugehen. Ihr Haus, das heute als Daisy Bates House eine National Historic Landmark ist, wurde zu einem Sammelpunkt für die Schüler. Die von Bates koordinierte Kampagne hatte tatsächlich Erfolg: Dank des Eingreifens des Präsidenten Dwight D. Eisenhower, der die Arkansas National Guard unter Bundeskommando stellte und zum Schutz der Little Rock Nine Soldaten der 101st Airborne Division nach Little Rock entsandte, wurde die Krise gelöst.
Trotz rassistischer Anfeindungen, Morddrohungen und Boykotten, wegen derer sie 1959 ihre Zeitung schließen musste, setzte Bates ihre Arbeit für die Bürgerrechtsbewegung fort. Sie galt nunmehr als eine der Anführerinnen der Bürgerrechtsbewegung und wurde zum Führungskomitee der NAACP ernannt. In den frühen 1960ern zog sie nach Washington, D. C., um dort für das Democratic National Committee und später für die Great-Society-Programme des Präsidenten Lyndon B. Johnson zu arbeiten. 1962 erschien Bates’ Autobiographie The Long Shadow of Little Rock. Ein Schlaganfall zwang sie 1965, nach Arkansas zurückzukehren. 1967 bis 1974 leitete sie die economic empowerment agency im Dorf Mitchellville. 1984 versuchte sie, die Arkansas State Press wiederzubeleben, hatte jedoch keinen Erfolg. Sie verkaufte die Zeitung vier Jahre später.
1958 wurde Bates zusammen mit den Little Rock Nine mit der Spingarn Medal ausgezeichnet. Beim Marsch auf Washington 1963 war sie eine der sechs Frauen, die für ihre Arbeit für die Bürgerrechtsbewegung geehrt wurden. 1984 erhielt sie die Ehrendoktorwürde der University of Arkansas.
Bates verstarb 1999 an einem Herzinfarkt. Sie wurde die erste Afroamerikanerin, deren Leiche im Arkansas State Capitol aufbewahrt wurde. Seit 2001 wird der dritte Montag im Februar in Arkansas als Daisy Gatson Bates Day gefeiert. 2019 beschloss die Arkansas State Legislature, Bates gemeinsam mit dem Sänger Johnny Cash mit einer Statue in der National Statuary Hall zu ehren. Die Statue, die von Benjamin Victor angefertigt wurde, ist seit 2024 Teil der National Statuary Hall Collection.

## Schriften
- The Long Shadow of Little Rock University of Arkansas Press, Fayetteville 2000 (Erstveröffentlichung 1962)